# Mama Sany Béavogui
Pour les articles homonymes, voir Béavogui.
Mama Sany Béavogui, née le 22 septembre 1985 à Kissidougou (Guinée), est une militaire et personnalité politique guinéenne.
Le 22 janvier 2022, elle est nommée par décret membre du Conseil national de la transition guinéen en tant que représentante des organisations paysannes,.